# Ucalegonte
Nella mitologia greca, Ucalegonte (in lingua greca Οὐκαλέγων) appare come un vecchio compagno di Priamo, a Troia, insieme ai tre fratelli del re e ad altri anziani, quali l'amico caro Antenore, Antimaco, Pantoo e Timete.

## Il mito

### Nell'Iliade
Il ruolo di Ucalegonte è sommariamente descritto nell'Iliade; insieme ad altri troiani dalla veneranda età, faceva parte del consiglio degli anziani che si radunava periodicamente presso le Porte Scee per discutere di guerra o per fornire sagge informazioni al re.
Nell'Iliade, Ucalegonte e gli altri anziani appaiono radunati per discutere su una possibile trattativa tra Achei e Troiani, che si sarebbe conclusa con un leale duello tra Paride, il provocatore della guerra, e Menelao, il re di Sparta.

### La morte
La fine del vegliardo è raccontata brevemente da Virgilio nell'Eneide; la notte della caduta di Troia la casa di Ucalegonte, che si trova vicino a quella di Enea, viene incendiata dal fuoco delle fiaccole nemiche e rasa al suolo.
Virgilio non allude esplicitamente anche alla morte dell'anziano troiano, ma sicuramente la nota frase "Già arde lì accanto Ucalegonte" fa capire che Ucalegonte è perito nel rogo della sua abitazione (intossicato o divorato dal fuoco)..

## Pareri secondari
In una versione oscura, Ucalegonte appare come il nome di un certo Tebano, il quale era ritenuto padre della Sfinge.

### Fonti
- Omero, Iliade, libro III, versi 146-153
- Virgilio, Eneide, libro II, versi 311-312

### Traduzione delle fonti
- Rosa Calzecchi Onesti, Eneide, Testo a fronte, Torino, Einaudi, 1989, ISBN 88-06-11613-4.

### Moderna
- Robert Graves, I miti greci, Milano, Longanesi, ISBN 88-304-0923-5.